# Ana Nóbrega
Ana Paula de Araújo Aderaldo Nóbrega, mais conhecida como Ana Nóbrega (Fortaleza, 17 de julho de 1980) é uma pastora, cantora, com um vigoroso timbre de mezzosoprano, compositora e multi-instrumentista, brasileira de música cristã contemporânea, conhecida por ser uma das ex-vocalistas da banda Diante do Trono. Conciliando sua carreira na banda com a solo, a artista já possui quatro discos gravados, sendo mais recente o "Perfeito Amor" pela gravadora Som Livre, lançado em maio de 2017. Em Julho de 2018 a gravadora Onimusic anunciou que Ana Nóbrega se associou ao seu quadro de artistas.

## Biografia
Ana nasceu em Fortaleza, Ceará, tendo fortes influências da música em sua vida desde a infância. Até a adolescência, aprendeu a tocar piano, violão e realizou aulas de canto, as quais deixou antes de terminar. Sua conversão religiosa ocorreu aos doze anos de idade. Em 2007, a cantora lançou seu primeiro trabalho solo de forma independente, intitulado Jesus, me Rendo a Ti, o qual foi gravado ao vivo na Igreja Batista Ágape em Fortaleza. No final daquele ano, ingressou no Centro de Treinamento Ministerial Diante do Trono, o CTMDT, e com o tempo se tornou integrante da banda, atuando como vocalista e vocal de apoio. Segundo a artista, sua primeira participação ocorreu na Praia de Iracema, onde Nóbrega teve a oportunidade de encerrar o evento cantando "Mais que Vencedor" e realizar uma oração pelos músicos cristãos de sua terra natal.
Sua primeira gravação ocorreu em 2009, no álbum Tua Visão. Com o tempo, a artista foi ganhando destaque e originalidade com suas interpretações, deixando de ser uma back vocal para se tornar uma das vocalistas mais notáveis da história do Diante do Trono.
Em 2012, Ana Nóbrega passou por problemas em suas cordas vocais, porém continuou sua carreira musical.
Em fevereiro de 2013, lançou pela gravadora Som Livre o álbum Nada temerei.
O projeto gráfico da obra foi produzido pela Quartel Design.[carece de fontes?]
Em junho de 2013, Ana Nóbrega deixou o Diante do Trono para seguir carreira solo pela gravadora Som Livre.
Após dois anos ministrando as canções de seu segundo álbum solo Nada Temerei por todo Brasil, Nóbrega grava seu terceiro álbum, seu segundo álbum solo ao vivo, intitulado Não Me Deixes Desistir. O álbum foi gravado dia 6 de Setembro de 2014 na igreja Unidade em Cristo Ilha do governador, no Rio de Janeiro. Após seis anos na Som Livre, em 2018 a artista passou a fazer parte dos ministros associados à gravadora mineira Onimusic.

## Discografia
- 2007 - Jesus, Me Rendo a Ti
- 2013 - Nada Temerei
- 2015 - Não Me Deixes Desistir
- 2017 - Perfeito Amor
- 2020 - Luz Que Me Abraça
- 2022 - Acústico
- 2022 - Nova Canção
- 2023 - Bendirei

Com o CTMDT
- 2008 - Não Haverá Limites

Participações no Diante do Trono
- 2009 - Tu És o Motivo (DVD Tua Visão)
- 2010 - Glória (DVD Aleluia)
- 2011 - Uma Gota; Lindo (CD Glória a Deus)
- 2011 - Onde? (DVD Sol da Justiça)
- 2012 - Porque Estás Comigo (DVD Creio)
- 2012 - Vivo Em Nós; Como Incenso (CD Global Project)
- 2013 - Tua Presença (CD Renovo)
- 2016 - Salvador e Rei; Grande Deus; Toda a Terra (CD Pra Sempre Teu)
- 2017 - O Teu Amor (CD Muralhas)
- 2018 - Águas Passadas; Meu Ar (CD Imersão 3)
- 2021 - Suspiro (CD Respirar)
- 2023 - Medley Manancial; Preciso de Ti (CD Memórias do Coração)